# Дмитрівська сільська територіальна громада (Кіровоградська область)
Дмитрівська сільська територіальна громада — територіальна громада в Україні, у Кропивницькому районі Кіровоградської області. Адміністративний центр — село Дмитрівка.
Площа громади — 547,46 км², населення — 6665 осіб (2019).
Утворена 12 червня 2020 року шляхом об'єднання Дмитрівської, Іванковецької, Макариської та Цибулівської сільських рад Знам'янського району.

## Населені пункти
У складі громади 14 сіл:
- Веселий Кут
- Веселівка
- Гостинне
- Дмитрівка
- Долина
- Заломи
- Іванківці
- Калинівка
- Макариха
- Новопокровка
- Плоске
- П'ятихатки
- Цибулеве
- Юхимове